# 4450 Pan
4450 Pan è un asteroide near-Earth. Scoperto nel 1987, presenta un'orbita caratterizzata da un semiasse maggiore pari a 1,4422687 au e da un'eccentricità di 0,5866778, inclinata di 5,52025° rispetto all'eclittica.